# كارلوس ليما (لاعب كرة يد)
كارلوس ليما (بالإسبانية: Carlos Lima Fuentes)‏ (21 فبراير 1970 بلوسرن في سويسرا - ) هو منافس ألعاب قوى ولاعب كرة يد إسباني وسويسري، شارك في الألعاب الأولمبية الصيفية 1996. ولعب مع نادي لمغو لكرة اليد.

## وصلات خارجية
- كارلوس ليما على موقع أوليمبيديا (الإنجليزية)